# Cathédrale de Teano
La cathédrale de Teano est une église catholique romaine de Teano, en Italie. Il s'agit de la cathédrale du diocèse de Teano-Calvi.